# Pseudomicrodes decolor
Pseudomicrodes decolor is een vlinder uit de familie spinneruilen (Erebidae). De wetenschappelijke naam is voor het eerst geldig gepubliceerd in 1907 door Rebel.
De soort komt voor in tropisch Afrika.